# La reina está a tu derecha

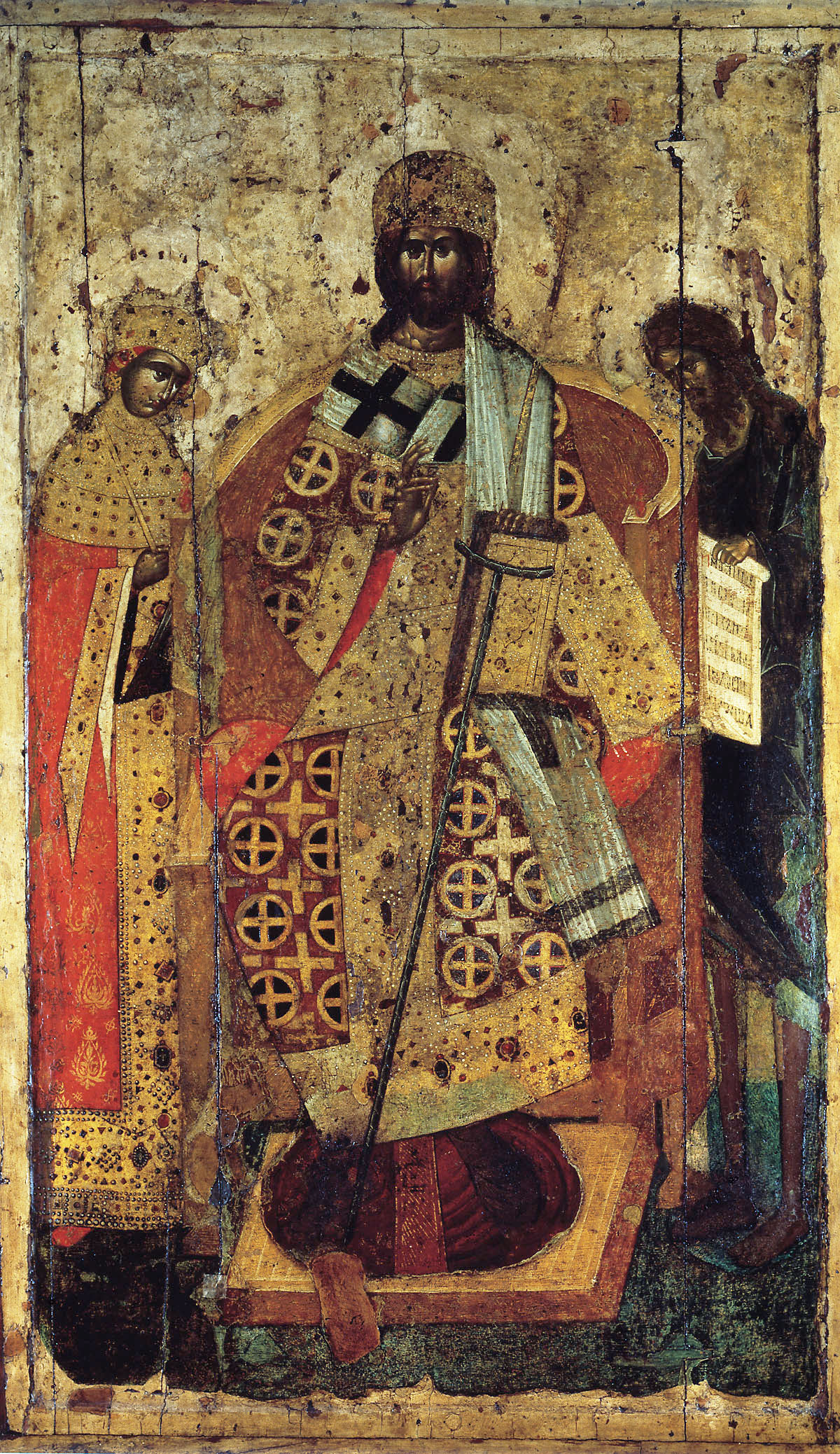
La reina está a tu derecha, Catedral de la Dormición (Moscú)

La reina está a tu derecha (en ruso: « Предста Царица одесную Тебе» también llamada déisis real) es un ícono tipo deisis. Representa a Jesucristo sentado en su trono, añadiendo detalles como el “Zar de zares” o el “Sumo Sacerdote” con, a su lado, María vestida de reina y Juan el Bautista.
Este icono ilustra el texto de la segunda parte del versículo 10 del Salmo 45 (44): “La reina está a tu derecha, adornada con el oro de Ofir…” cuya exégesis da como explicación: El zar, el rey es Jesucristo; la zarina, la reina es María y la Iglesia. Esta iconografía apareció en el arte bizantino en los siglos XIV y XV. El ejemplo más antiguo es la pintura de la Iglesia de la Dormición del Monasterio de Treskavec en Macedonia, pintada entre 1334 y 1343). Pronto se hizo famosa en Rusia. Entre las primeras representaciones de este motivo "La reina está a tu derecha", se encuentran el fresco de Zaume, cerca de Ohrid, de 1361 y el del monasterio de Marko, que data de 1370. En estos iconos está ausente la figura de Juan el Bautista. Es reemplazado por el del rey David u otro profeta del Antiguo Testamento.
En estos íconos tipo "la reina está a tu derecha", se muestra a Jesús sentado en el trono, vestido con una dalmática real y, a veces, con el omoforio. En la cabeza, una corona (kamilavkion) con colgantes y, en las manos, los Evangelios, a veces un báculo. Una inscripción puede acompañar a la imagen de Cristo: “Zar de zares”, “Juez de integridad”, “Juez terrible”. La Virgen está representada a la derecha de Jesús en postura de oración. Viste ropa real y una corona. En su mano sin duda un rollo de oración dirigida a Jesús. A la izquierda (siniestro) de Jesús se encuentra Juan el Bautista con su ropa tradicional y también sosteniendo un rollo de oración en la mano.
Entre los frescos destruidos, de los que se conservan fotografías de la Iglesia de la Transfiguración (el Salvador de Kovalev), en Novgorod, había una representación del mismo tipo con la Theotokos y Cristo únicamente, pero sin Juan el Bautista.